# Anders Peter Olsen
Anders Peter Olsen (* 22. März 1862 im Musse Sogn; † 6. März 1938) war ein dänischer Kaufmann, Beamter und kommissarischer Inspektor in Grönland.

## Leben
Anders Peter Olsen war der Sohn des Hausmanns Ole Andersen und seiner Frau Maren Johanne Larsen und wurde auf einem Hof auf Lolland neun Kilometer südlich von Sakskøbing geboren. Von 1876 bis 1881 war er Lehrling und später Büroangestellter an der Zwangsarbeiter- und Idiotenanstalt in Sakskøbing. Nebenher schloss er 1879 die Schule mit dem Präliminärexamen ab. Am 31. März 1881 wurde er Rekrut beim 24. Bataillon in Kopenhagen. Am 3. Oktober 1883 wurde er zum Sekondleutnant im 4., 17. und 24. Bataillon befördert. Er verließ die Armee am 12. Juli 1886.
Anschließend begab er sich in Dienste von Den Kongelige Grønlandske Handel. Von September 1886 bis Juli 1888 war er Volontär in Qeqertarsuaq und wurde dann nach Upernavik versetzt, wo er bis Juli 1891 diente. Am 25. Juli 1888 heiratete er in Upernavik Ludovika Olivia Nielsen (1862–?), Tochter des Maurers Niels Theodor Nielsen und seiner Frau Andrea Josephine Molich. Anschließend war er bis 1892 in Kangersuatsiaq tätig. Am 1. April 1892 wurde er zum Handelsassistenten befördert und erhielt die Leitung der dortigen Anlage. Noch im selben Jahr wurde er kommissarischer Kolonialverwalter in Upernavik. Von 1896 bis 1897 war er beurlaubt. Nach seiner Rückkehr nach Grönland wurde er als kommissarischer Kolonialverwalter in Ilulissat angestellt. 1898 wurde er Handelsassistent in Aasiaat. 1899 wurde er kommissarischer Kolonialverwalter in Qeqertarsuaq und 1901 kommissarischer Kolonialverwalter in Appat. 1902 wurde er zum ordentlichen Kolonialverwalter in Ilulissat befördert. Von 1912 bis 1913 war er kommissarischer Nachfolger von Jens Daugaard-Jensen als Inspektor von Nordgrönland. 1913 gab er das Amt an Harald Lindow ab.
Daugaard-Jensen war zum Direktor von Grønlands Styrelse ernannt worden und setzte Anders Peter Olsen ab 1913 als Bürochef ein. Als solcher wurde er im Alter pensioniert. Er starb 1938 im Alter von 75 Jahren. Ihm zu Ehren wurde von Lauge Koch Anfang der 1930er Jahre das A. P. Olsen Land in Nordostgrönland benannt.